# Bleach: Elveszett emlékek
A Bleach: Elveszett emlékek (劇場版BLEACH MEMORIES OF NOBODY; Bleach: Memories of Nobody) 2006-ban bemutatott japán animációs film, ami a Bleach című manga- és animesorozat alapján készült, Abe Norijuki rendezte és Szogo Maszasi írta. A történetben ismeretlen lelkek kezdenek megjelenni Karakura városban. Egy titokzatos halálisten is megjelenik, aki Szennának hívja magát és elkezdi elpusztítani a lelkeket. Közben a Lelkek Világa egén az élők világa tükörképe jelenik meg. Kuroszaki Icsigóra és a halálistenekre vár a feladat, hogy a kialakuló kaotikus helyzeten úrrá legyenek.
A film 2006. december 16-án került először vetítésre a japán mozikban. DVD-n 2007. szeptember 5-én jelent meg a szigetországban. Amerikában korlátozott alkalommal 2008. június 11. és 12. között, Kanadában 2008 október 20-án mutatták be a mozik, melyet 2008. október 14-én DVD-kiadás követett. 2009. szeptember 5-én az Adult Swim sugározta. Magyarországon 2009. október 31-én volt látható az Animax műsorán angolul, majd 2009. december 24-én magyar szinkronnal.
A Bleach: Elveszett emlékek kritikusai szerint a film megfelelt az elvárásoknak, az eredeti sorozat alapsémáit nagyszerűen használja. Azonban megjegyzik, hogy a filmen igazán jól a sorozat rajongói szórakozhatnak.

## Cselekmény
Ismeretlen lelkek kezdenek megjelenni Karakura városban. Egy titokzatos halálisten is megjelenik, aki Szennának hívja magát és elkezdi elpusztítani a lelkeket. Kuroszaki Icsigo és Kucsiki Rukia szembesíti a helyzettel, de nem válaszol egyetlen kérdésükre sem és elmegy. Icsigo követi őt, míg Rukia megpróbál választ találni a helyzetre. Icsigo összefut Hicugaja Tósiróval és Macumoto Rangikuval az Urahara vegyesboltnál, akiket a földre küldtek, hogy kinyomozzák, miért jelent meg hirtelen az élők világának tükörképe a Lelkek Világa egén.
Urahara Kiszuke elmagyarázza, hogy az élők világa és a Lelkek Világa közötti dimenzió, a Sikolyok-völgye elérte azt a pontot, amikor összeköttetést teremt a két világ között. A korábban látott lelkek pedig az „üres lelkek”, amiknek nincsenek emlékeik és elvesztek a két világ közötti űrben, beleértve a Sikolyok-völgyét is. Az üres lelkek emlékei eközben egyesültek és egy „emlékfüzért” képeztek, melyről a későbbiekben kiderül, hogy Szenna az.
A 13 osztagot kiküldik, hogy kezelje az egyre táguló Sikolyok-völgyének problémáját, eközben a „Sötétek”, egy Lelkek Világából száműzött halálistenek csoportja bosszút akar állni és elrabolják Szennát. A Sikolyok-völgyébe viszik, ahol egy üres lelkek által táplált géphez kapcsolják, mely ha összeroppantja a völgyet, az az élők és a Lelkek Világa összeütközését eredményezi, ami mindkét világ pusztulásával járhat.
Icsigo behatol a völgybe, hogy megmentse Szennát, Rukia pedig a Lelkek Világába megy segítséget szerezni. Azonban Jamamoto tábornok el akarja pusztítani a Sikolyok-völgyét mielőtt az összeomolna és elutasítja a mentőakciót, mivel már csak egy óra van hátra. A völgyben Icsigót legyőzi a nagy számú üres lélek, de a Lelkek Világából érkező barátok megmentik. Mialatt a csapatharcok zajlanak a Sötétekkel és az üres lelkekkel, Icsigo a vezérrel Ganrjúval harcol és legyőzi őt.
Az összeomlás folyamata túlságosan tovahalad, hogy teljesen meg lehessen állítani. Szenna feláldozza magát, hogy a két világot szétválassza és megmentse Icsigót. Szenna megkéri Icsigót, hogy vigye ahhoz a sírhoz, ahol a neve fel van írva a kőre. Bár a kő üres, Icsigo azt mondja Szennának, hogy rajta van a neve (Szenna látása megromlott, ezért nem látja, hogy mi van írva a kőre). Ő elhiszi neki, kifejezi elégedettségét, hogy egyszer létezett egy élete mielőtt elhervadt volna, majd eltűnik. Rukia megjegyezi, hogy amint az üres lelkek ereje eltűnik, úgy minden Szennával kapcsolatos emlék is kitörlődik. A film végén Icsigo azon a hídon sétál, amely mellett megnyílt a kapu a Sikolyok-völgyébe, s egy olyan piros szalagot fúj felé a szél, melyet Szennának is vásárolt. A kezébe veszi, majd egy lány fut el mellette, aki úgy néz ki, mint Szenna. Icsigo elmosolyodik, majd folytatja az útját.

## Új szereplők

### Szenna
Szenna (茜雫; Hepburn: Senna) az üres lelkek emlékeinek egyesülése, azaz az emlékfüzér. Mókás és gondtalan jelleme dacára gyakran kísértik visszatérő emlékek, melyek összegyűltek benne. Iskolai egyenruhát visel, amikor átváltozik halálistenné, akkor hagyományos halálisten egyenruhában látható egy nagy piros szalaggal a dereka körül. Szenna feláldozza magát, hogy megmentse a valódi és a lelkek világát. Két videójátékban a Bleach: Heat the Soul 5-ben és a Bleach: Heat the Soul 6-ban játszható karakter.
Zanpakutó: Megváltó (弥勒丸; Mirokumaru)
Sikai: Szálljon le az Alkonyat (夕闇に誘え; Jújami ni izanae; Hepburn: Yūyami ni izanae): Tornádó keltése és irányítása
Bankai: Nem került bemutatásra.
Az eredeti animében Szenna hangját kölcsönző szeijú Szaitó Csiva, angol szinkronhangja G.K. Bowes. A Bleach: Elveszett emlékek magyar változatában Szenna Tamási Nikolett hangján szólal meg.

### Ganrjú
Ganrjú (巌竜; Hepburn: Ganryū) a Lelkek világából kiűzött klán, a Sötétek vezére és a film legfőbb negatív szereplője. Az klánját a Sikolyok-völgyébe száműzték, ahol az üres lelkek összegyűlnek. Itt megtanulták, hogy éljék túl a „takarítókat”, melyek mindent elnyelnek, ami csak hozzájuk ér. Az ide összegyűlt lelkekből táplálkoztak, s belőlük gyűjtöttek erőt. A terve az volt, hogy Szennát felhasználva, az Élők világát a Lelkek világával ütközteti, mely mindkét világ pusztulását okozza. Ganrjú úgy vélte, hogy ő az egyetlen, aki méltó uralni a Lelkek világát és ezért mindenkit elpusztít, aki az útjába áll. Kuroszaki Icsigo ölte meg.
Az eredeti animében Ganrjú hangját kölcsönző szeijú Ebara Maszasi, angol szinkronhangja Troy Baker. A Bleach: Elveszett emlékek magyar változatában Ganrjú Jakab Csaba hangján szólal meg.

### Dzsai
Dzsai (ジャィ; Hepburn: Jai) a Sötétek nagy termetű, sötét bőrű tagja. Icsigóval történő harcában az üres lelkek felhasználásával növelte erejét. A jobb kezét Icsigo levágta, de később visszanövesztette néhány üres lélek felemésztésével. Később harcolt Rukiával a Sikolyok-völgyében, akinek támadásait kivédte, de mielőtt még ellentámadhatott volna Kucsiki Bjakuja megölte.
Az eredeti animében Dzsai hangját kölcsönző szeijú Macumoto Dai, angol szinkronhangja J. B. Blanc. A Bleach: Elveszett emlékek magyar változatában Dzsai Tóth Zoltán hangján szólal meg.

### Benin
Benin (ベニン) a Sötétek egyetlen női tagja, aki egy számszeríjat használ a harcban. Szoi Fon ölte meg.
Az eredeti animében Benin hangját kölcsönző szeijú Szomi Joko, angol szinkronhangja Wendee Lee. A Bleach: Elveszett emlékek magyar változatában Benin Csampisz Ildikó hangján szólal meg.

### Rijan
Rijan (リャン; Hepburn: Riyan, ’Ryan’) a Sötétek egyik tagja, aki egy pár rakétavetőt hord a hátán. Hicugaja Tósiró ölte meg.
Az eredeti animében Rijan hangját kölcsönző szeijú Egava Daiszuke, angol szinkronhangja Kirk Thornton. A Bleach: Elveszett emlékek magyar változatában Rijan Makranczi Zalán hangján szólal meg.

### Bau
Bau (バウ) a legnagyobb termetű tagja a Sötéteknek, aki két nagy tetcubót használ, két hatalmas durungszerű fegyvert, mellyel iszonyatos csapásokat mér ellenfelére. Az arcát egy fátyol fedi, hogy eltakarja iszonyatos bőrét és fogait. Abarai Rendzsi ölte meg.
Az eredeti animében Bau hangját kölcsönző szeijú Iidzsima Hadzsime, angol szinkronhangja Kyle Hebert.

### Mue
Mue (ムェ) egy alacsony, sápadt tagja a Sötéteknek, aki a klán minden páncélját viseli. Ganrjúhoz hasonlóan ő is kardot használ harc közben. Kardok sokaságát sorakoztatja fel, egy pallost, melyet elnyújthat, egy vékony kardot, melyet robbanó lövedékekké alakíthat és egy kampós végű ostorszerű fegyvert, mellyel elszedheti az ellenfele kardját és szikrát adhat robbanásokhoz. Zaraki Kenpacsi ölte meg.
Az eredeti animében Mue hangját kölcsönző szeijú Kondo Takasi, angol szinkronhangja Vic Mignogna.

## Megjelenések
A Bleach: Elveszett emlékeket Abe Norijuki rendezte és Szogo Maszasi írta. A film 2006. december 16-án került először vetítésre a japán mozikban. DVD-n 2007. szeptember 5-én jelent meg. A film népszerűsítése céljából az animében a 106. és 109. epizód között a filmből készült főcím és zárófőcím volt látható. A film témazenéje az Aqua Timez Szenno joruvo koete (千の夜をこえて; Hepburn: Senno yoruwo koete; Küzdd le éjszakák ezreit) című száma. Amerikában korlátozott alkalommal 2008. június 11. és 12. között, Kanadában 2008. október 20-án mutatták be a mozik, melyet 2008. október 14-én DVD-kiadás követett. 2009. szeptember 5-én az Adult Swim sugározta. Magyarországon 2009. október 31-én volt látható az Animax műsorán angolul, majd 2009. december 24-én magyar szinkronnal.

## Fogadtatás
Bradley Meek a T.H.E.M. Anime Reviews-tól nyilatkozta, hogy élvezhetetlennek várta a filmet, de kellemesen csalódott benne, amikor megtekintette. Úgy érezte, hogy a film tisztának készült, hogy a rajongók kedvére legyen és elégedettek legyenek vele. Kritikával illette a nyitójelenetet, illetve néhány másik jelenetet, melyeket összezavarónak és zagyvának talált, de dicsérte Szennát: „egy édes szereplő, aki sokkal szeretetre méltóbb, mint a többi alak”. Carl Kimlinger az Anime News Network-től egyetértett azzal, hogy a film elsősorban a sorozat kedvelőinek készült és az újoncoknak összezavaró lehet. Míg a filmet a „hosszú ideje futó sónen sorozat mozis feldolgozásának” érezte, mely az eredeti alapsémát követi és megpróbál egy csomó mindent bemagoltatni rövid idő alatt a nézővel, addig „mindvégig csalhatatlan szórakozás” volt a számára. Carlos Santos az ANN társbírálója „egy kiterjedt filler epizódnak” írta le, mely új szereplőket ad a meglévő karakterekhez, habár megjegyzi a film „dumacsepegtető és előpumpáló, egy best of gyűjteménye minden sikai-nak, bankai-nak és harci stílusnak, melyek olyan dinamikussá teszik a sorozatot.” Vegyes érzelmei voltak a film betétzenéit illetően, megjegyezte, hogy a legtöbb a sorozatból volt kiemelve, de dicsérte az új zenedarabokat, melyeket „jól megírtnak” és jól felhasználtnak talált.
Beth Accomando a KPBS-FM-től dicsérte a film művésziességét, a téma és eszmeiség teljes összefonódását, mely bemutatkozik a filmben. A film elképzelése az „üres lelkekről”, melyek a „lelki fájdalom hirtelen elmélyülését biztosítják”, egy természetfeletti akcióthrillerre emlékeztetik. Chris Beveridge a Mania.com-tól, úgy érezte, hogy a film a várakozásoknak megfelelt „a magas gyártási értékével, a szilárd, előrelátható forgatókönyvével és néhány egészen ügyes dizájnjával”. Még megjegyezte, hogy a film gyengesége a sorozathoz való kötődés hiánya, mely nem nyújt fejlődést a szereplőknek.